# Moulin à vent Dautin
Le moulin à vent Dautin est un moulin situé sur la commune de Migé, dans le département français de l'Yonne, en France.

## Localisation
Il se trouve à l'ouest de la commune en bordure de la route nationale 151.

## Description
Ce moulin à vent est du type moulin tour.
Hauteur de la tour : 8,50 m. Diamètre : 6,50 m.
Diamètre des ailes : 13,50 m.
Épaisseur des murs à la base : 96 cm.

À l'origine, les ailes étaient classiquement entoilées. C'est en 1853 que le meunier les remplaça par des ailes en bois à géométrie variable dite : « système Berton » du nom de son inventeur.

## Historique

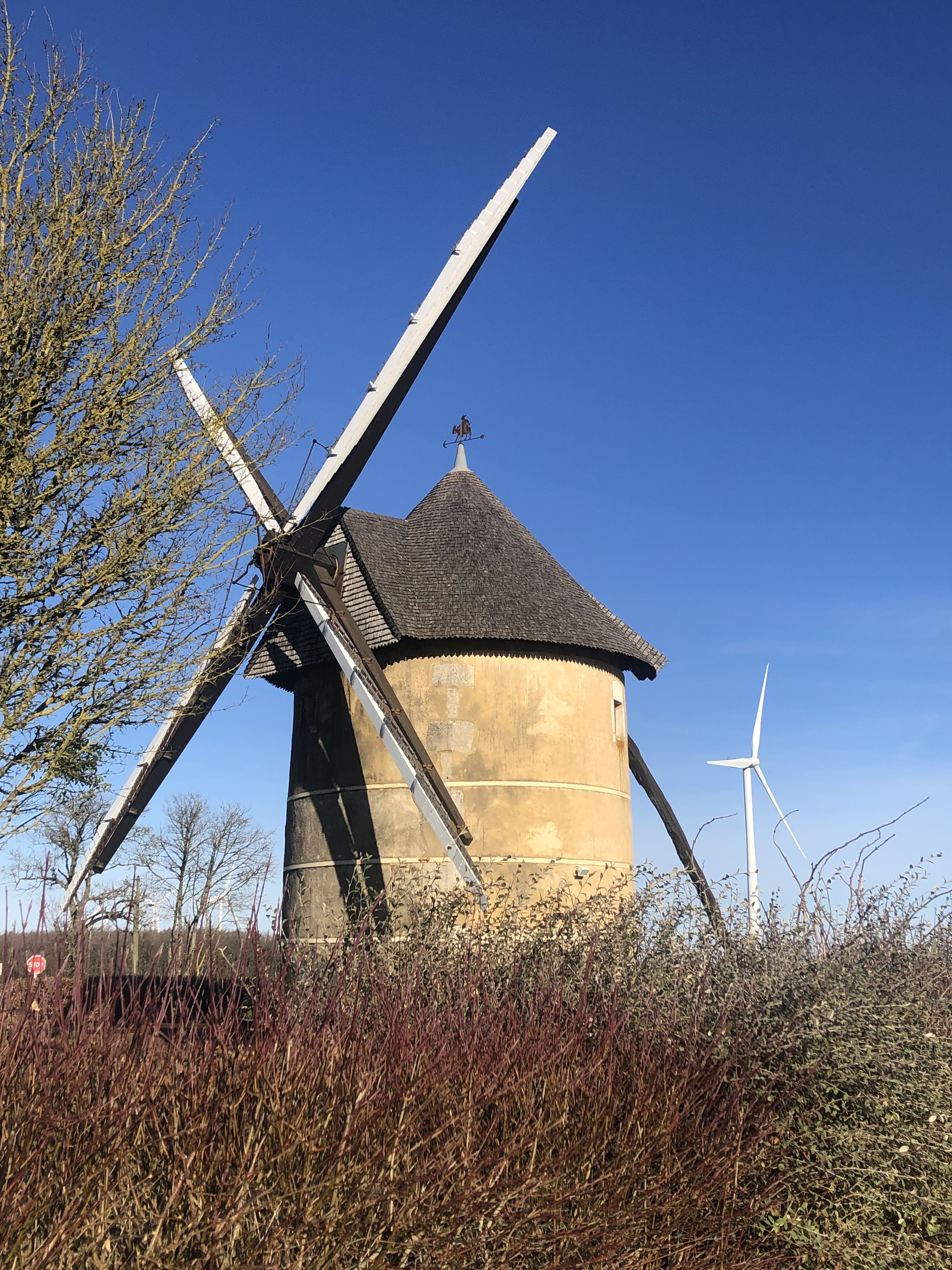
Moulin d'hier et moulin d'aujourd'hui...

Construit en 1794 pour le sieur Dautin, il fut utilisé jusqu'en 1895. Abandonné, il devint une superbe ruine.
En 1988 fut créée l'association « À tire d'aile » qui entreprit sa restauration. C'est en 1994 que le moulin retrouva vie et reprit du service tel qu'il était au milieu du XIXe siècle.
L'édifice est inscrit au titre des monuments historiques en 1997.
En 2012, le conseil d'administration décida d'abandonner l'appellation : « moulin Dautin » pour celle de : « moulin de Migé » pour se mettre en conformité avec la signalisation routière et le nom retenu par la population du département.
Depuis, le moulin est proposé à la visite par les membres de l'association.
La ferme du moulin est en cours de restauration et, actuellement, c'est un lieu de réunions, d'expositions et d'ateliers pédagogiques proposés, en complément de la visite du moulin, en direction des scolaires. Le projet, à terme, étant d'en faire : un « Centre de l'Éolien et des Énergies Renouvelables ».